# 阿德里亚诺波利斯
阿德里亚诺波利斯是巴西巴拉那州的一个市镇。总面积1349.338平方公里，总人口6875人，人口密度5.1人/平方公里。